# World Squash

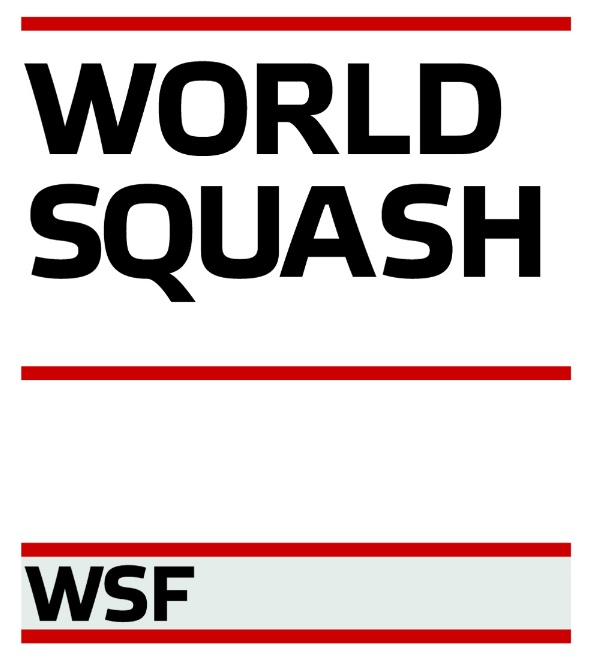
Logo der World Squash Federation bis 2024

World Squash (bis 2024 World Squash Federation (WSF)) repräsentiert als Weltverband den internationalen Squashsport und tritt für dessen Interessen ein. Er ist der Dachverband aller nationalen Verbände.

## Geschichte und Bedeutung
World Squash wurde im Jahr 1967 unter dem Namen International Squash Rackets Federation gegründet. 1992 erfolgte die Umbenennung in World Squash Federation. Zu Beginn des Jahres 2025 erfolgte eine weitere Umbenennung in den heutigen Namen. Insgesamt sind 149 nationale Verbände Mitglied des Weltverbands, der seinen Sitz im englischen Hastings hat. Er ist Mitglied in der Association of IOC Recognised International Sports Federations und der Global Association of International Sports Federations.
Aktuelle Präsidentin des Verbandes ist seit 2020 die Engländerin Zena Wooldridge. Jahangir Khan, der als erfolgreichster Squashspieler der Geschichte gilt und lange Jahre selbst Präsident war, ist seit 2008 Ehrenpräsident von World Squash.

## Aufgaben
Sämtliche Weltmeisterschaften werden von World Squash organisiert, der übrige Tourkalender wird in enger Abstimmung mit dem Profiverband der Herren und Damen, der PSA, aufgestellt. Ebenso sorgt World Squash dafür, dass Squash bei größeren Sportveranstaltungen Teil des Programms wird bzw. bleibt, wie beispielsweise bei den Commonwealth Games oder den World Games. Zudem nimmt World Squash administrative Aufgaben wie die Organisation des Schiedsrichterwesens und die Pflege des Regelwerks wahr.
Das größte Ziel von World Squash war es, Squash zu einer olympischen Sportart zu machen. Zunächst scheiterten die Bewerbungen für die Spiele 2012 und 2016. Für die Olympischen Sommerspiele 2020 wurde ein weiterer Versuch unternommen, der jedoch ebenfalls scheiterte. Anlässlich der Olympischen Spiele 2024 in Paris schaffte es Squash nicht auf die sogenannte Short List. Am 13. Oktober 2023 bestätigten zunächst das Exekutiv-Komitee des IOC und dann auch am 16. Oktober 2023 die IOC-Vollversammlung unter anderem die Aufnahme von Squash ins Programm der Olympischen Spiele 2028 in Los Angeles.

## Bisherige Präsidenten
- 1967–1975: Peter Phillips (England)
- 1975–1981: Murray Day (Neuseeland)
- 1981–1985: Ian Stewart (Kanada)
- 1985–1989: Ronnie Sinclair (Schottland)
- 1989–1996: Tunku Imran (Malaysia)
- 1996–2002: Susie Simcock (Neuseeland)
- 2002–2008: Jahangir Khan (Pakistan)
- 2008–2016: N. Ramachandran (Indien)
- 2016–2020: Jacques Fontaine (Frankreich)[8]
- seit 2020: Zena Wooldridge (England)